# Olli Määttä
Olli Määttä (Jyväskylä, 22 agosto 1994) è un hockeista su ghiaccio finlandese.

## Palmarès

### Olimpiadi invernali
- Bronzo a Soči 2014